# Square relief
Square relief, (en català: Relleu quadrat), és una obra d'art modern feta per l'escultor Naum Gabo l'any 1937. Es tracta d'una peça de Plexiglas sobre alumini, amb una base d'alumini anoditzat. Aquesta mostra d'art es caracteritza pel seu profund caràcter experimental. El seu autor és considerat una de les figures més destacades del moviment constructivista i de l'art no objectiu, no només de l'avantguarda russa, sinó del panorama internacional a la primera meitat del segle XX.

## Descripció
L'obra Square relief resulta de l'aplicació del mètode estereomètric a l'escultura, la secció i mesura de cossos sòlids, i dels seus exercicis amb formes corbes i helicoïdals dels anys vint, amb els que trencaven les convencions de dalt i abaix, dreta i esquerra, i gràcies al valor de la transparència s'eliminava la idea del volum interior o exterior de l'escultura. A més, la peça es troba entre els assajos de la sèrie Spheric Theme (Tema esfèric). Treballant amb plàstic, vidre o plexiglas, Gabo parteix de dues semicircumferències planes amb centres desplaçats i concedeix un paper destacat a l'element radial que dibuixen cada una d'elles al projectar-se sobre un pla inclinat. El resultat és un volum obert, una construcció a l'espai, on les línies corbes actúen com vectors que descriuen i activen un cicle infinit.

## Context
Aquesta obra la va realitzar Gabo dins del context del moviment constructivista, amb les publicacions de dos textos: The constructive idea in art i Sculpture: carving and construction in space. A Square relief, l'artista constata els principis enunciats en aquests textos, així com altres aspectes elaborats en construccions molt anteriors. D'altra banda, Gabo parteix del fet que l'art no representa el món, sinó que l'art deriva de la necessitat de comunicar i anunciar, d'aquí a que no faci servir un llenguatge abstracte, sinó formes absolutes que provenen d'elements existents a la naturalesa i contingut del qual es troba en ella. A més, com ja havia avançar en el seu manifest de 1920, Gabo diferencia entre volum de massa i volum d'espai, doncs considera l'espai com un element escultòric absolut i que, per tant, també construeix.

## Altres dades
Les mides de la peça fan 44,5 x 44,5 x 16 cm. Es troba dins de la col·lecció de l'Institut Valencià d'Art Modern (IVAM).